# Governatorato di Asyut
Il governatorato di Asyut (in arabo  محافظة أسيوط ‎?, Muḥāfazat Asyūṭ) è un governatorato dell'Egitto centrale. Prende il nome dal suo capoluogo, Asyūṭ. Il territorio del governatorato si sviluppa sui due lati del corso centrale del Nilo, tra Dayrut e al-Badari. Nel territorio sono presenti antiche città e luoghi di interesse storico e turistico.

## Popolazione
Secondo le stime del 2024, la maggior parte dei residenti del governatorato vive in aree rurali, con un tasso di urbanizzazione pari solo al 26,5%. Su circa 5.169.423 persone residenti nel governatorato, 3.799.525 vivono in aree rurali, contro solo 1.369.898 in aree urbane.

## Dati demografici
Asyut ha una popolazione di oltre 4 milioni di persone, con una significativa presenza copta. Musulmani e cristiani hanno convissuto ad Asyut e a volte ci sono stati scontri. Nel luglio 2013, un gran numero di cristiani è sceso in piazza per protestare contro l'estremismo musulmano ad Asyut.

## Struttura del governatorato
Il governatorato comprende 11 città, 52 unità amministrative locali, 235 villaggi e 971 piccoli villaggi.
Le città sono:
- Abnub
- Abutig
- Asyūṭ
- Dairut
- al-Badari
- al-Fateh
- al-Ghanayem
- el-Qusiya
- Manfalut
- Sahel Selim
- Sedfa

Altri luoghi di interesse sono le antiche città di:
- Dayr al-Gabrawi
- Durunka
- Meir